# Franz Benque

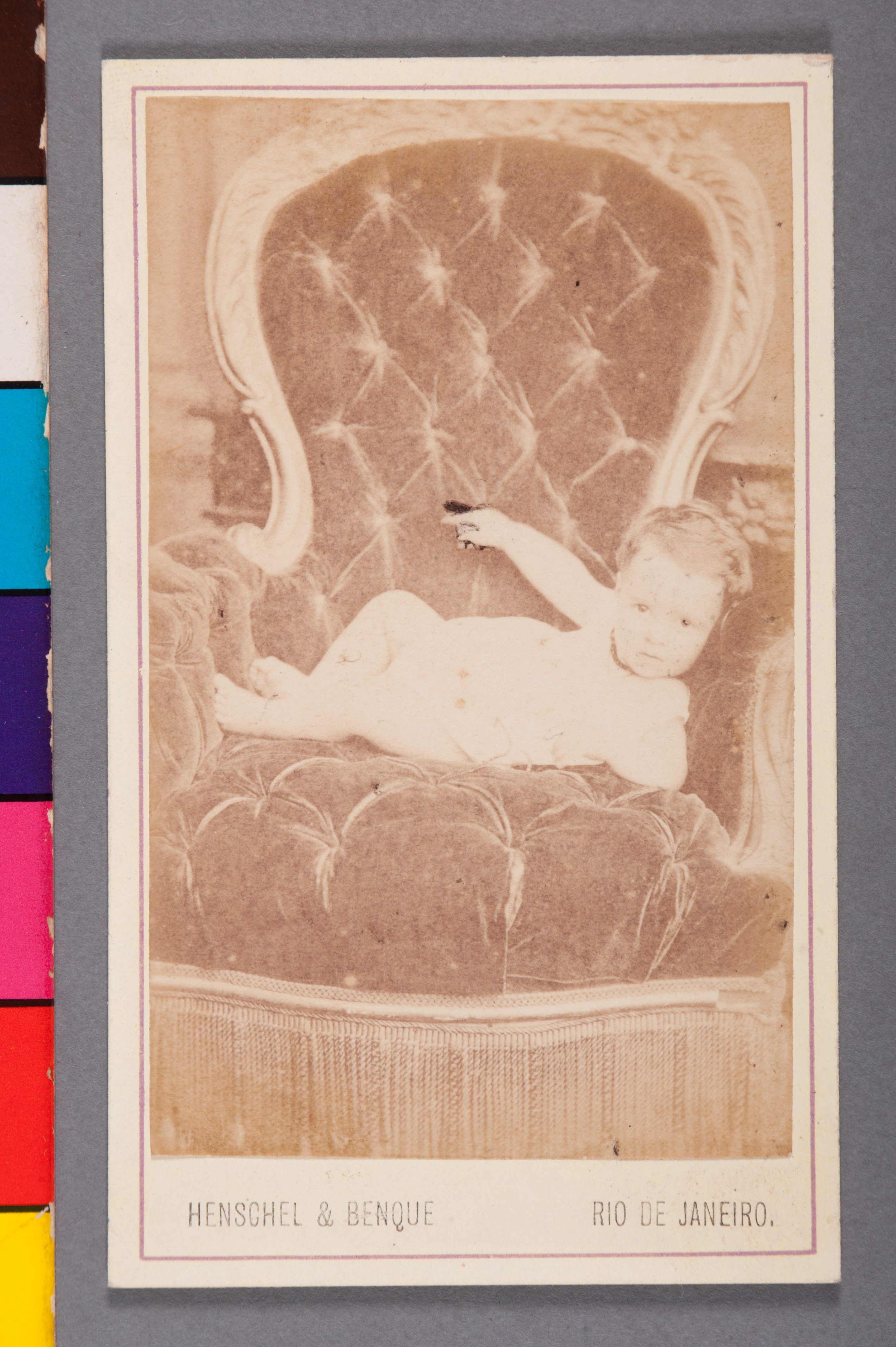
Fotografia de Benque.

Franz Benque, conhecido no Brasil como Francisco Benque (Ludwigslust, 12 de março de 1841 — Villach (Áustria), 30 de março de 1921) foi um  fotógrafo alemão.

## Biografia

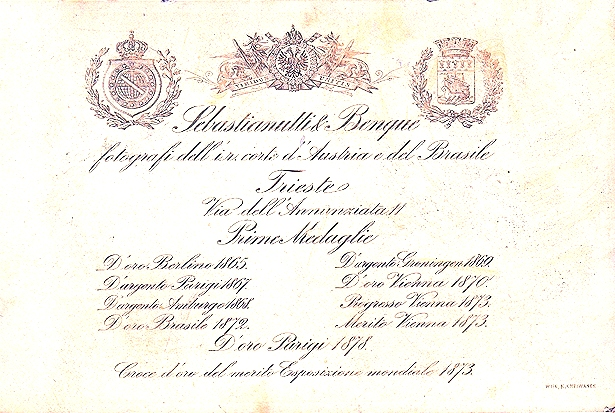
Estúdio Sebastianutti & Benque

Filho de um professor de surdos-murdos, Benque nasceu em Ludwigslust, hoje uma cidade localizada no distrito homónimo em Mecklemburgo-Pomerânia Ocidental. Recebeu uma formação fotográfica de C.C. Hersen antes de mudar-se para a cidade italiana Trieste em 1864 onde abriu um estúdio em parceria com o relojoeiro italiano Guglielmo Sebastianutti (1825-1881), casando a enteada de Sebastianutti, Isabella, em 1868.
Mesmo reconhecido pela imprensa local e órgãos especializados, recebendo - entre outros - uma medalha de prata na Exposição mundial de Paris em 1867, Benque retornou para Alemanha em 1869 e abriu um estúdio com seu primo Conrad Kindermann em Hamburgo.
Um ano depois, em 1870, imigrou com a família para o Brasil. Com Alberto Henschel (1827-1882), um alemão natural de Berlim que migrou para o Brasil em 1866, dono da empresa "Photographia Allema de Alberto Henschel & C." com estúdios em Bahia e Pernambuco, estabeleceu a parceria "Henschel & Benque Photographia Allema" que se tornaria numa das mais renomadas casas de fotografia brasileiras na época.
Em 1878 Benque voltou para Trieste e continuou trabalhar com Sebastianutti. Em 1903 mudou-se para cidade austríaca Villach, onde morreu em 1921.

## Trabalho
- Franz Benque: Verfahren von Franz Benque in Triest mit dessen neuesten Verbesserungen. In: Photographische Correspondenz, 5. Bd., Wien 1868, S. 49–50, S. 71–73 (Forts.) und S. 85–89.
- Ludwig Schrank: Beleuchtungsschirm nach F. Benque. In: Photographische Correspondenz, 26. Bd., Wien, 1889, S. 4–5

## Literatura
- Schiffer-Ekhart, Armgard: Sebastianutti & Benque. Fünf Fotografen. Vier Generationen. Drei Kontinente. [texto de Barbara Schaukal]. catálogo da exposição, Graz, museu Steiermärkisches Landesmuseum Joanneum, 16.10.-13.11.1997. 175 páginas
- Karp Vasquez, Pedro: Fotografós Alemães no Brasil do Século XIX, Deutsche Fotografen des 19. Jahrhunderts in Brasilien, ed. Metalivros, publicado em 2000, 203 páginas
- Schwede, Sandra: Mit Licht und Tücke, Die Frühzeit der Photographie im Großherzogtum Mecklenburg-Schwerin (1839-1880), ed. Tectum Verlag, Marburg 2006, também: Universidade de Greifswald diss. 2006, 403 páginas.